# Штучний розум (фільм)
 Це стаття про фільм. Стаття про науку та технології створення інтелектуальних машин називається Штучний інтелект
«Штучний розум» (англ. A.I. Artificial Intelligence, також знаний як AI або A.I.)  — американський науково-фантастичний фільм-драма режисера, продюсера та співсценариста Стівена Спілберга, що вийшов на екрани 2001 року та був знятий за мотивами оповідання Браяна Олдіса «Суперіграшки живуть ціле літо» (англ. Super-Toys Last All Summer Long) з Хейлі Джоелом Осментом, Джудом Лоу, Френсіс О'Коннор, Семом Робардс, Джейком Томасом та Вільямом Хертом в головних ролях. У центрі сюжету фільму — Девід, хлопчик-андроїд, запрограмований на любов.
Ще на початку 1970-х років за створення фільму взявся режисер Стенлі Кубрик. Написанням сценарію займалася ціла група авторів, включаючи Браяна Олдіса, Боба Шоу, Єна Ватсона і Сару Майтленд. Протягом декількох років фільм перебував у стадії виробничого пекла через те, що Кубрик вважав тогочасну комп'ютерну графіку доволі недосконалою. Знімання фільму почали після смерті Кубрика, у 2000 році. Проєкт Кубрика продовжив Стівен Спілберг, якого зацікавили кінострічкою продюсер фільму Ян Харлан та його сестра Крістіана Кубрик. «Штучний розум» отримав загалом позитивні відгуки критиків і був номінований у двох категоріях на премію «Оскар» та в трьох категоріях на премію «Золотий глобус».
Українською мовою фільм було дубльовано студією Так Треба Продакшн на замовлення телевізійного каналу ICTV.

## Сюжет
У XXII столітті глобальне потепління призвело до танення полярних льодів, затоплення берегових ліній, що змусило уряд США прийняти закони, які суворо обмежують народження дітей. З'являється новий клас роботів — людиноподібні андроїди, здатні емулювати думки й емоції. Люди і роботи іменуються новітніми жаргонними словами як орга (організм) і мека (механізм) відповідно. Попри свободу, останні не мають політичного та правового статусу та можуть існувати законно лише за наявності ліцензії. Девід, прототип моделі, створеної компанією «Кібертроніка», — робот у вигляді хлопчика, запрограмований на любов до своїх людських власників. Компанія тестує своє творіння на одному із співробітників, Генрі Свінтоні, та його дружині, Моніці. Син Свінтона, Мартін, перебував у стані анабіозу до того моменту, поки не знайдеться спосіб вилікувати його рідкісну хворобу. Попри те, що Моніку спочатку лякав Девід, вона все ж активувала в ньому програму проєктування любові. Девід також здружився з Теді, роботом-плюшевим ведмедиком, який піклується про благополуччя андроїда.
Після того як лікування для Мартіна було знайдено, той повертається додому, де починається суперництво між ним і Девідом. Мартін намагається підставити Девіда й переконує його піти вночі у спальню батьків та відстригти у Моніки пасмо її волосся, що ніби забезпечить йому її любов, але в момент, коли Девід робить це, подружжя прокидається й лякається поведінки Девіда. На вечірці біля басейну один з друзів Мартіна, намагаючись активувати програму самозахисту Девіда за допомогою ножа, сильно лякає його. Девід міцно чіпляється за Мартіна, і вони обидва падають у басейн. Навіть на дні Девід продовжує тримати його. Від утоплення Мартіна рятує Генрі. Батьки шоковані діями Девіда та висловлюють припущення про те, що його здатність любити може означати, що він також наділений здатністю ненавидіти. Генрі переконує Моніку віддати Девіда в «Кібертроніку», де він буде знищений. Проте на шляху до компанії, Моніка вирішує залишити його в лісі разом з ведмедиком, щоб зберегти його від руйнування. Залишившись з Тедді, Девід згадує казку Карло Коллоді «Пригоди Піноккіо», яку йому читала Моніка, і вирішує розшукати Блакитну Фею, щоб та перетворила його на справжнього хлопчика. Він вважає, що мама полюбить його після цього й дозволить залишитися з нею. Невдовзі Девіда ловлять разом з іншими викинутими роботами, що переховувалися в лісі, й він потрапляє на шоу-захід «Ярмарок плоті», де застарілих роботів знищують перед збудженим натовпом. Девід опиняється за крок до знищення, але глядачі, під впливом реалістичного характеру Девіда, єдиного з усіх роботів, хто благав зберегти йому життя, відпускають його. Протагоніст тікає звідти разом з Жиголо Джо — роботом, що був змушений переховуватись через звинувачення у вбивстві, якого не скоював.
Джо, Тедді та Девід вирушають у Червоне Місто — один з мегаполісів США. Завдяки інформації з голографічної довідкової системи, яка називається «Доктор Знайко», герої дізнаються, що пошуки Феї треба продовжити у місті «де плачуть леви», тобто у напівзатопленому Мангеттені. Там вони добираються на верхні поверхи Рокфеллерівського центру. До Нью-Йорка вони потрапляють на літальному апараті, здатному також занурюватися під воду, який у Червоному Місті Девід ненароком викрав у поліції. У Мангеттені Девід зустрічає свого творця, професора Аллена Гобі, який розповідає йому, що їхня зустріч — це експеримент, який показує реальність любові та бажань Девіда. Крім того, стає ясно, що виготовлено вже багато копій Девіда, зокрема й версії жіночої статі. Девід з відчаєм усвідомлює, що не є унікальним. Він намагається покінчити життя самогубством і падає з виступу хмарочоса в океан, але Джо рятує його на амфібієльоті. Девід говорить Джо, що бачив Блакитну Фею під водою, і хоче спуститися до неї. У цей момент за допомогою електромагніту Джо засікла поліція, який лише встигає попрощатися з Девідом та ззовні натиснути кнопку «занурення» амфібієльоту, де знаходився Девід разом з Тедді. Таким чином Девід та Тедді спускаються на дно в амфібієльоті на пошуки Феї, яка виявляється статуєю з атракціону на Коні-Айленд. Нараз Тедді та Девід опиняються в пастці, коли колесо огляду падає на їхній транспортний засіб. Девід вірить, що Блакитна Фея реальна, тож він просить її, аби вона перетворила його на справжнього хлопчика, Девід повторює своє бажання доти, поки його внутрішнє джерело живлення не вичерпується.
Так минає дві тисячі років. Людство вимирає, а Мангеттен похований під декількома сотнями метрів льоду. Роботи перетворилися у високорозвинені гуманоїдні форми. Вони знаходять Девіда та Тедді, з'ясовують, що ті є прадавніми роботами, які бачили живих людей, та розморожують їх. Коли Девід «прокинувся», то підходить до замороженої статуї Блакитний Феї, яка від його дотику тріскається і руйнується. Футуристичні роботи отримали й осмислили спогади Девіда, вони реконструюють будинок родини Свінтонів та пояснюють йому за допомогою інтерактивного зображення Блакитний Феї, що його неможливо зробити людиною. Проте, за наполяганням Девіда, вони відтворюють Моніку за зразком ДНК з відстриженого уночі пасма її волосся, яку зберіг Тедді. Але відроджена Моніка може жити лише один день, і процес відродження людини за ДНК неможливо повторити. Девід проводить свій найщасливіший день з Монікою та з Тедді. Наприкінці дня вона лягає спати востаннє; Девід лягає поруч з нею, закриває очі й нарешті стає майже людиною, бо разом зі своєю «мамою» вирушає «туди, де народжуються мрії».

## Акторський склад
| Актор               | Роль                 |
| ------------------- | -------------------- |
| Хейлі Джоел Осмент  | Девід                |
| Френсіс О'Коннор    | Моніка Свінтон       |
| Сем Робардс         | Генрі Свінтон        |
| Джуд Лоу            | Жиголо Джо           |
| Джейк Томас         | Мартін Свінтон       |
| Вільям Херт         | професор Аллен Хобі  |
| Брендан Глісон      | Лорд Джонсон-Джонсон |
| Джек Енджел (голос) | Тедді                |

| Актор                 | Роль                                           |
| --------------------- | ---------------------------------------------- |
| Кен Люн               | співробітник "Кібертронікс"                    |
| Кларк Грегг           | співробітник "Кібертронікс"                    |
| Кетрін Морріс         | підліток                                       |
| Бен Кінгслі (голос)   | оповідач та лідер футуристичних роботів        |
| Робін Вільямс (голос) | Доктор Знайко — голографічний Ейнштейн (камео) |
| Меріл Стріп (голос)   | Блакитна Фея (камео)                           |
| Кріс Рок (голос)      | робот, знищений на «Ярмарку плоті» (камео)     |
| Ministry              | музичний гурт на «Ярмарку плоті»               |

| |  |  |  |  |  |  |
| Акторський склад «Штучного розуму» зліва направо: Хейлі Джоел Осмент, Джуд Лоу, Вільям Херт, Брендан Глісон, Бен Кінгслі, Робін Вільямс, Меріл Стріп |  |  |  |  |  |  |

## Історія створення
Створення кіноадаптації твору «Суперіграшки живуть ціле літо» почалося в 1970-і роки. Кубрик найняв автора оповідання, Браяна Олдіса, написати спільну концепцію майбутнього фільму. 1985 року Кубрик запросив свого давнього друга, Стівена Спілберга, попрацювати над створенням кінострічки разом з Яном Харланом. Компанія Warner Bros. погодилася співфінансувати «Штучний розум» та покрити прокатні витрати.
Фільм застряг на стадії так званого виробничого пекла, і 1989 року Олдіс був звільнений Кубриком через творчі розбіжності. Боб Шоу виступив у ролі автора сценарію зовсім короткий термін: він покинув проєкт через шість тижнів з початку своєї роботи через напружений робочий графік, запроваджений Кубриком; і тоді в березні 1990 року місце Шоу зайняв Єн Ватсон. Олдіс пізніше зазначив: «Він [Кубрик] не лише звільнив мене, але і найняв мого ворога [Ватсона]». Кубрик доручив Ватсону прийняти за основу «Пригоди Піноккіо»; він вважав «Штучний розум» «крутійською кібер-версією 'Піноккіо'».
За три тижні Ватсон подав Кубрику першу концепцію сценарію, а закінчив він свою роботу над «Штучний розум» лише в травні 1991 року вже з іншою версією сценарію розміром 90 сторінок. Спочатку жиголо Джо замислювався як робот-військовий, але Ватсон запропонував замінити його на андроїда-жиголо. З цього приводу Кубрик жартував: «Мені здається, ми втратили дитячу аудиторію». Тим часом Кубрик закинув проєкт заради роботи над кіноадаптацією автобіографічного роману американського письменника Луїса Беглі Wartime Lies (Військова брехня, 1991), оскільки прийшов до висновку, що можливості комп'ютерної анімації не могли на той момент створити повноцінного персонажа Девіда.
Однак після виходу фільму «Парк Юрського періоду» Стівена Спілберга (з інноваційним використанням згенерованих на комп'ютері художніх прийомів) в листопаді 1993 року пішов офіційний анонс, за яким виробництво «Штучного розуму» мало початися 1994 року. Денніс Мьюрен і Нед Горман, що працювали над «Парком Юрського періоду», були залучені в проєкт в ролі супервізорів візуальних ефектів. Але Кубрик був незадоволений їхньою превізуалізацією і, взагалі, витратами на співпрацю з Industrial Light & Magic. 
На початку 1994 року фільм знаходився в стадії так званого пре-продакшну, де в ролі концептуального художника виступав Крістофер «Фангорн» Бейкер, а асистуючим автором сценарію була Сара Майтленд, яка, мовляв, долучила «феміністський погляд на казку». Вона розповідала, що Кубрик завжди називав фільм «Піноккіо», а не «Штучним розумом». Кріс Каннінгем став новим супервізором візуальних ефектів. Деякі з його робіт не увійшли до фільму, але пізніше вийшли на DVD The Work of Director Chris Canningham (робота режисера Кріса Канінгема). Каннінгем допоміг в моделюванні серії невеликих роботів для створення персонажа Девіда. «Ми намагалися сконструювати маленького хлопчика з рухомим гумовим обличчям… Але це було повним провалом та виглядало жахливо»,  — говорив Ян Харлан. На посаду технічного консультанта був запрошений Ганс Моравець. Відомо, що Джозеф Маццелло проходив проби на одну з головних ролей фільму. 
Стенлі показав Стівену 650 малюнків, які в нього були, і сценарій, загалом, усе. Стенлі сказав: «Слухай! Чому ти не займаєшся режисурою цього, а лише продюсерством?» Стівен був майже в шоці.
Тим часом Кубрик та Харлан прийняли рішення, що право на режисуру «Штучного розуму» треба надати Стівену Спілбергу. Кубрик запропонував йому це 1995 року, але Спілберг вже був зайнятий в інших проєктах і переконав Кубрика залишитися режисером цього фільму. Невдовзі проєкт був заморожений через зайнятість Кубрика у створенні фільму «Із широко заплющеними очима» (1999). Але до проєкту він так і не повернувся: 7 березня 1999 року режисер помер. Зважаючи на таку ситуацію Харлан та Крістіана Кубрик, дружина Стенлі Кубрика, переконали Спілберга зайняти місце режисера.
Аж до листопада 1999 року Спілберг займався написанням сценарію, заснованому на 90-сторінковій концепції Ватсона. Спілберг сам працював над сценарієм уперше після «Близьких контактів третього ступеня» (1977). Спілберг залишив загальну концепцію Ватсона, але усунув деякі сцени сексуального характеру за участю жиголо Джо, задумані Кубриком. Стадія пре-продакшна була припинена протягом лютого 2000 року, оскільки Спілберг обдумував режисирування інших проєктів: «Гаррі Поттер і філософський камінь», «Особлива думка» та «Мемуари гейші». Коли ж він все-таки вибрав, тоді знову запросив Кріса Бекера як концептуального художника. Спочатку датою початку знімання фільму мало стати 10 липня 2000 року, але знімання відклали до серпня. Після кількох тижнів знімання просто неба в Орегоні знімання повністю було перенесено в павільйони Warner Bros. Studios. Будинок родини Свінтонів був споруджений на майданчику номер 16 (англ. Stage 16), а майданчик номер 20 (англ. Stage 20) було використано для Червоного Міста та інших сцен. Спілберг вирішив скопіювати манеру секретного кіновиробництва Кубрика: не дав повну версію сценарію ні акторам, ні знімальній команді, заборонив пресі знаходитися на знімальному майданчику та змусив акторів тримати проєкт у таємниці. 
Експерт з роботів Синтія Бриз була задіяна як технічний консультант на стадії продакшену. Хейлі Джоел Осмент та Джуд Лоу проводили тижні в протезному гримі, щоб їхні обличчя стали роботоподобними. Дизайнер костюмів Боб Рінгвуд, що працював також над «Бетменом» І «Троєю», спостерігав за перехожими на Лас-Вегас-Стріп, щоб створити костюми жителів Червоного Міста. Відомо, що для знімання деяких сцен у Червоному Місті було викорисано його мніатюрний макет. Спілбергу важко давалася стадія пост-продакшну «Штучного розуму» через його підготовку до знімання «Особливої думки». 

## Вихід

### Маркетинг
З метою реклами фільму компанією Warner Bros. були змонтовані один трейлер та чотири тизер-трейлери. Також була розроблена гра в жанрі альтернативної реальності The Beast, створена Йорданом Вайсманом та командою з Microsoft, за сюжетом, близьким до фільму. Нью-йоркською компанією Atomic Pictures було створено понад сорок вебсайтів, включно з сайтом Cybertronic Corp., спеціально для цього проєкту, де за сюжетом гравцеві необхідно розкрити таємницю смерті такого собі Евана Чана. Все починається з того, що гравець робить у будь-якій пошуковій системі запит «Jeanine Salla»  — ім'я колеги з роботи убитого, одержує величезну кількість посилань на різні фальшиві сайти, створені командою з Atomic Pictures, і береться за розкриття справи. У грі було зареєстровано більше трьох мільйонів користувачів. 
Щоб уникнути помилкової думки серед глядачів, ніби «Штучний розум»  — це сімейний фільм, попередньо не було заплановано створення якої-небудь іграшки за мотивами фільму, хоча компанія Hasbro в червні 2001 року, одразу після виходу фільму, випустила в продаж іграшку у вигляді ведмедика Теді з фільму. Прем'єра «Штучного розуму» відбулася на 58-му Венеційському кінофестивалі 2001 року. 

### Касові збори
У США фільм вийшов 29 червня 2001 року в 3242 кінотеатрах й зібрав за перший уїкенд 29 352 630 доларів. Усього за весь період прокату в Сполучених Штатах «Штучний розум» зібрав 78,62 млн доларів і $157,31 млн в інших країнах, що загалом становило 235,93 млн доларів.

## Саундтрек
Саундтрек був виданий компанією звукозапису Warner Bros. Records 3 липня 2001 року в форматі Аудіо компакт-диск і 7 серпня того ж року в форматі DVD-Audio, що містить додаткові матеріали. Головним композитором та продюсером виступив Джон Вільямс, для якого це був 17-ий фільм спільно зі Стівеном Спілбергом («Інопланетянин», «Список Шиндлера» тощо), диригентом оркестру був Джон Нейфельд, текст пісень написала Синтія Вейл. Саундтрек номінувався на премії «Оскар», «Греммі» та «Золотий глобус». Дві композиції, «For Always» і "For Always (Duet) "   — вокальні виконання Лари Фабіан та Джоша Ґробана, не використані у фільмі. З 2010 року саундтрек і всі його композиції окремо розповсюджуються за допомогою цифрової дистрибуції в форматі MP3-файлів. 
| #     | Назва                                                    | Тривалість |
| ----- | -------------------------------------------------------- | ---------- |
| 1.    | «The Mecha World»                                        | 6:23       |
| 2.    | «Abandoned in the Woods»                                 | 3:07       |
| 3.    | «Replicas»                                               | 5:58       |
| 4.    | «Hide and Seek»                                          | 3:08       |
| 5.    | «For Always» (Виконавець — Лара Фабіан)                  | 4:42       |
| 6.    | «Cybertronics»                                           | 3:30       |
| 7.    | «The Moon Rising»                                        | 4:26       |
| 8.    | «Stored Memories and Monica's Theme»                     | 10:56      |
| 9.    | «Where Dreams Are Born»                                  | 4:23       |
| 10.   | «Rouge City»                                             | 4:56       |
| 11.   | « The Search for the Blue Fairy»                         | 6:12       |
| 12.   | «The Reunion»                                            | 7:45       |
| 13.   | «For Always (Duet) » (Дует Лари Фабіан та Джоша Ґробана) | 4:41       |
| 70:11 |                                                          |            |

### Відгуки

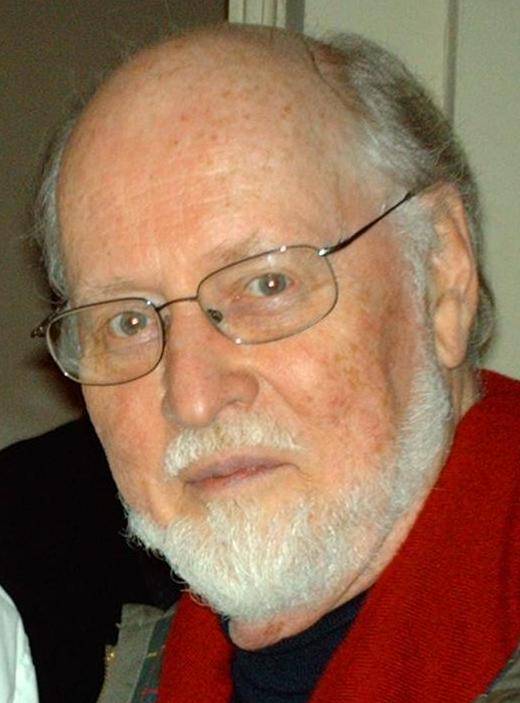
Джон Вільямс 2006 року

Вільям Рулман з сайту Allmusic оцінив саундтрек на 4 зірки з 5, назвавши його одним з найкращих у творчості Джона Вільямса. Рулман зауважив, що в музиці відчувається вплив сучасного композитора Філіпа Гласса, особливо в головній темі фільму «The Mecha World». Композицію «For Always», в обох варіаціях, критик назвав «привабливою, але емоційно-далекою», натомість треки «Abandoned in the Woods» і «Replicas» є, на його думку, «музикою нової ери». Редакція сайту Filmtracks.com присудила саундтреку 4 зірки з 5. Як і критик з Allmusic, вона вловила вплив Філіпа Гласса, але, крім цього, також звернула увагу на «мінімалістичний матеріал», перейнятий композитором від Стівена Райха, та «вокальні сегменти» від Лігеті Дьордь. Крістофер Колман з сайту Tracksounds.com оцінив саундтрек на 9 балів з 10 і назвав «мудрим» рішення не використовувати два треки в стилі поп-музики, «For Always» і "For Always (Duet) ", в самому фільмі, оскільки вони «просто не вписуються в його загальний настрій». На думку оглядача, ці дві композиції надто романтичні для «Штучного розуму». Редакція сайту Soundtrack.net присудила саундтреку 3,5 зірки з 5 і включила його в свій список «Найкращих саундтреків 2001 року». Критик з цього ж сайту, Ден Гольдвассер, сприйняв його доволі позитивно: «Все-таки Вільямс (ще раз) зробив хорошу роботу, написавши музику до фільму Спілберга». Особливо він звернув увагу на композицію «The Mecha World», назвавши її «хорошою увертюрою до фільму з достатньо легким та оптимістичним оркестром», і зазначив, що іноді вона нагадує тему з фільму «Пригадати все». 

## Критика
Фільм зібрав загалом досить позитивну критику. У агрегатора Rotten Tomatoes він отримав оцінку 6,6 балів з 10, виведену на основі 181 рецензії, де 73 % критиків позитивно відгукнулися про фільм. Вебсайт, спираючись на критичний консенсус, визначив фільм як «цікаве, не завжди плавне поєднання холодної похмурості Кубрика та теплого оптимізму Спілберга. Цей фільм все-таки зачаровує». Для порівняння, агрегатор Metacritic присудив фільму  65 балів, спираючись на 32 рецензії критиків, які загалом прихильно оцінили стрічку. 2011 року відомий кінокритик та телеведучий Роджер Іберт включив «Штучний розум» до свого списку «Найбільших фільмів» (англ. Great Movies), а популярний американський кінокритик Пітер Треверс поставив фільм в десятку найкращих фільмів 2001 року. Журнал Film Comment поставив фільм на 30-е місце в списку сотні «Найкращих фільмів десятиліття», який був складений на основі міжнародного опитування критиків, програмістів, науковців та діячів кіно. 
Продюсер Ян Харлан припустив, що Кубрик схвалив би кінцевий варіант фільму. Відомо, що вдова Кубрика, Крістіана, з насолодою переглянула фільм «Штучний розум». Проте автор первинного таору, що був адаптований для фільму, Браян Олдіс висловив своє невдоволення стрічкою: «Це дурня. Наукова фантастика повинна бути логічною, а тут багато логічних помилок». Річард Корлісс хвалив режисуру Спілберга, підбір акторів та візуальні ефекти. Роджер Еберт писав, що фільм «сміливий, технічно досконалий, багатообіцяючий, а іноді від нього просто не відвести погляду. Але закінчення фільму, на його думку, надто поверхневе та сентиментальне, враховуючи те, що було спочатку. Воно виявилося штучним, а не розумним». Леонард Малтін склав для фільму менш позитивну рецензія й дав йому дві зірки з чотирьох з такою аргументацією: «Перед нами вимальовується інтригуюча історія, багато в чому завдяки акторській грі Осмента, проте сюжет бере кілька невірних поворотів; врешті він не спрацьовує». Також він назвав фільм «цікавим, але незграбним гібридом сприйняття Кубрика та Спілберга». Крім того, Малтін назвав музику Джона Вільямса «вражаючою». Джонатан Розенбаум назвав кінострічку однією з найкращих за останнє десятиліття, а акторську роботу Осмента  — однією з найбільших дитячих робіт в історії кіно. Критик тлумачить фільм як алегорію кінематографа, і притому одну з найвдаліших. Творці фільму, на думку рецензента, загострюють увагу на принциповій відмінності між людиною та машиною: як зауважує професор Хобі, «найбільша вада людської природи — прагнення до того, чого не існує». Парадокс в тому, що всі лиходії за сценарієм — люди; завдяки цьому глядач мимоволі стає на бік андроїдів. Водночас Розенбаум критикує фільм за обмеженість світогляду: таке враження, що за межами Америки світ для творців не існує, а для XXI століття це якась недоладність. Кінокритик Армонд Вайт з журналу New York Press писав про фільм: «Кожна частина подорожі Девіда крізь тілесно-статевий всесвіт в кінцевому есхатологічному руйнуванні стає такою ж глибоко філософською та споглядальною, як і найвдумливіше кіно художників-мислителів: Борзейгі, Одзу, Демі, Тарковського». 
Джеймс Берардінеллі назвав фільм таким, що захоплює, місцями майже блискучим, але далеким від шедевру. "А так очікувана " співпраця « Кубрика та Спілберга виявилася певною мірою розчаруванням». Берардінеллі розкритикував і фінал кінокартини: «Останні півгодини фільму цікаві, але невдалі: тривалий непотрібний епілог через силу годує нас катарсисом — тому він здається помилковим». Мік Лясалль написав негативний огляд: "" Штучний інтелект « вбирає в себе всі погані риси своїх творців, і жодної хорошої. Таким чином, ми маємо справу з безструктурною, звивистою, сповільненою нескінченністю Кубрика в поєднанні з нечіткою, приємною легковажністю Спілберга». Назвавши «Штучний розум» «першим нудним фільмом» Спілберга, Лясалль також помилково визнав роботів, що з'явилися в кінці фільму, прибульцями, порівняв Жиголо Джо з «марним» Джа-Джа Бінкс та похвалив Робіна Вільямса за виконання ролі голографічного Ейнштейна. 
Девід Денбі з The New Yorker критикував «Штучний розум» за те, що фільм не дуже близько дотримується своєї концепції, заснованої на персонажі Піноккіо. Критик А. О. Скотт з The New York Times  назвав фільм найкращою казкою, хвилюючою, інтелектуально складною пригодницькою історією. Годфрі Чешир, оглядач з сайту Indyweek.com, відгукнувся про фільм доволі негативно. Так, у своїй рецензії він пише, що після того, як Моніка залишає Девіда в лісі, фільм перетворюється на «незграбну суміш „П'ятого елемента“, „Того, що біжить по лезу бритви“, „Пригадати все“ і ще чого завгодно». Чешир заявив, що Спілберг не має інтересу до питання штучного інтелекту героя. Критик вважав, що коли у режисера вичерпуються ідеї, він перетворює дію в поганий різновид науково-фантастичного кінематографа, який покладається лише на футуристичні декорації та елементи, запозичені з інших фільмів. Рецензент з журналу «Афіша», Олексій Васильєв, добре відгукнувся про фільмі, зазначивши, що в кіно представлений твір займає ту ж нішу, що в літературі  — «Маленький принц». Критик похвалив і режисерську роботу та був радий спілбергівському почуттю поваги до мертвих, що межує з фанатизмом. 

### Відповіді на критику
Спілберг відреагував на деяку критику фільму, заявивши, що багато так званих «сентиментальних» елементів «Штучного розуму», в тому числі і фінал, насправді були задумані Кубриком, а «темні» елементи, навпаки, його власні. Автор сценарію Єн Ватсон говорив: "У всьому світі " Штучний розум « мав великий успіх (4-е місце за касовими зборами того року), але не в Америці, тому що, як я вже говорив, фільм був загалом занадто поетичним та інтелектуальним для американських смаків. Ще додати сюди те, що деякі критики Америки не зрозуміли фільм, думаючи, наприклад, що в останніх 20 хвилинах були інопланетяни (насправді це були роботи майбутнього), і що ці ж останні 20 хвилин були сентиментальним доповненням Спілберга, хоча ці сцени були написані мною для Стенлі, а вже потім зняті Стівеном». 

## Нагороди та номінації
| Рік  | Нагорода       | Категорія                 | Номінант                                                  | Результат |
| ---- | -------------- | ------------------------- | --------------------------------------------------------- | --------- |
| 2002 | Премія «Оскар» | Найкраща музика до фільму | Джон Вільямс                                              | Номінація |
| 2002 | Премія «Оскар» | Найкращі візуальні ефекти | Денніс М'юрен, Скотт Фаррар, Стен Вінстон, Майкл Лант'єрі | Номінація |

## Видання
DVD-видання «Штучного розуму» вийшло 5 березня 2002 року. Воно поширювалося дочірнім товариством компанії DreamWorks — DreamWorks Home Entertainment — і містило деякі додаткові матеріали, зокрема трейлери, інтерв'ю з акторами та творцями фільму, кадри зі знімального майданчика тощо. 
VHS-видання фільму вийшло 13 серпня 2002 року лише у версії румунською мовою. Версія англійською мовою з'явилася 19 серпня того ж року. 
5 квітня 2011 року фільм вийшов у продаж у форматі Blu-ray. Дистриб'ютором виступило Paramount Home Entertainment, дочірнє товариство компанії Paramount Pictures. Видання містило імпортовані з DVD-версії додаткові матеріали загальною тривалістю близько однієї години: 10 короткометражних роликів, присвячених створенню фільму та роботі знімальної групи в SD, і два трейлери в HD-якості. 